# Пехар

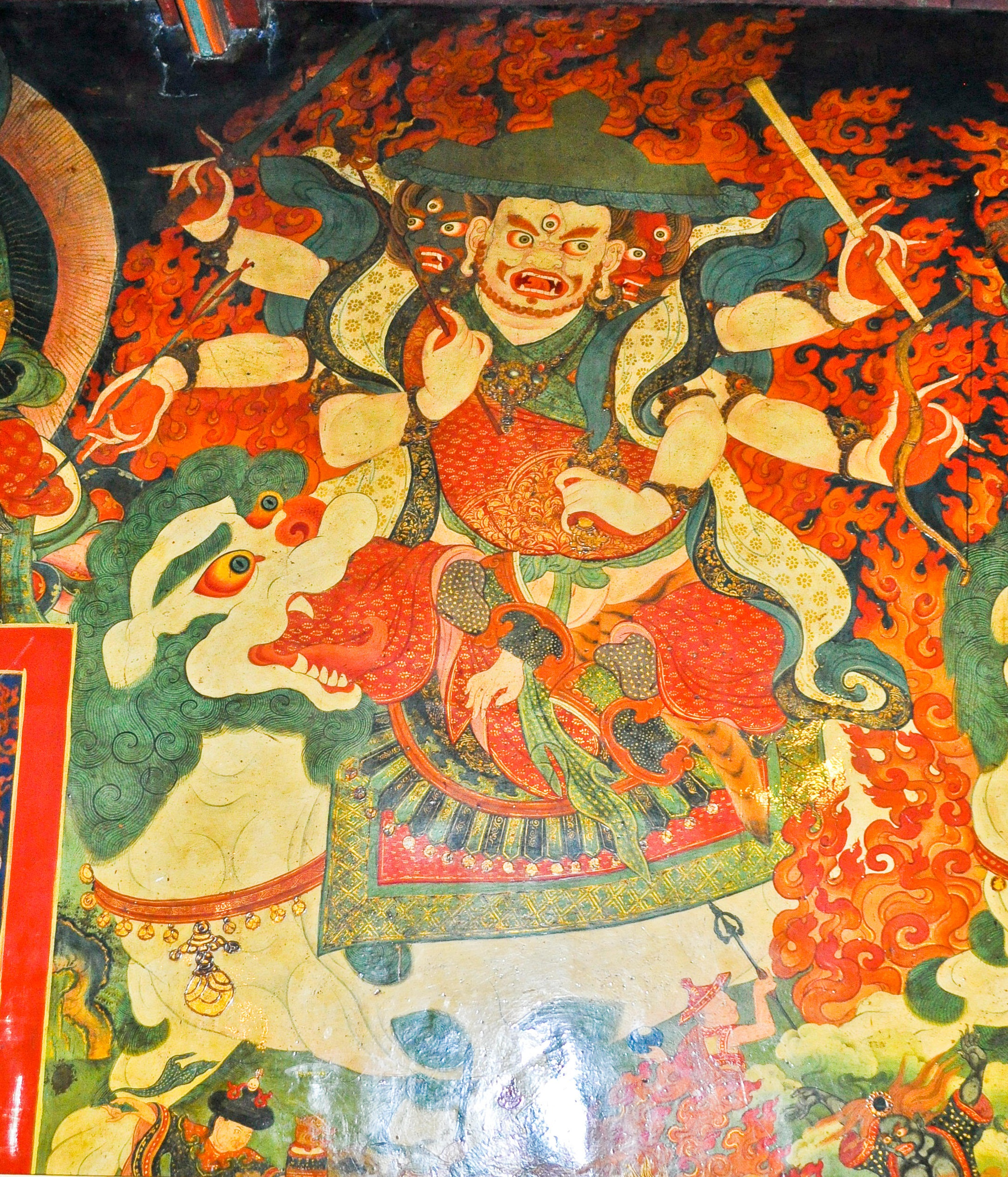
Настенное изображение Пехара в зале собраний монастыря Нечунг

Пехар (санскр. Mahāpañcarāja, тиб. རྒྱལ་པོ་དཔེ་ཧར Вайли: rgyal po dpe har, монг. Таван хаан, букв. «[глава] пяти царей») — в тибетской мифологии божество и буддистский дхармапала. Вселяется в оракулов и наделяет их духом пророчества.
По легенде, укрощен Падмасамбхавой и превращен в хранителя монастыря Самье. Считался мифологическим предком тибетских царей, а также небесным божеством.
Изображался в разных версиях. Иногда трехголовым белотелым всадником в широкополой шляпе на белом льве с зелёной гривой. Иногда просто белым всадником. Иногда птицеголовым существом.